# Maison à la Minute

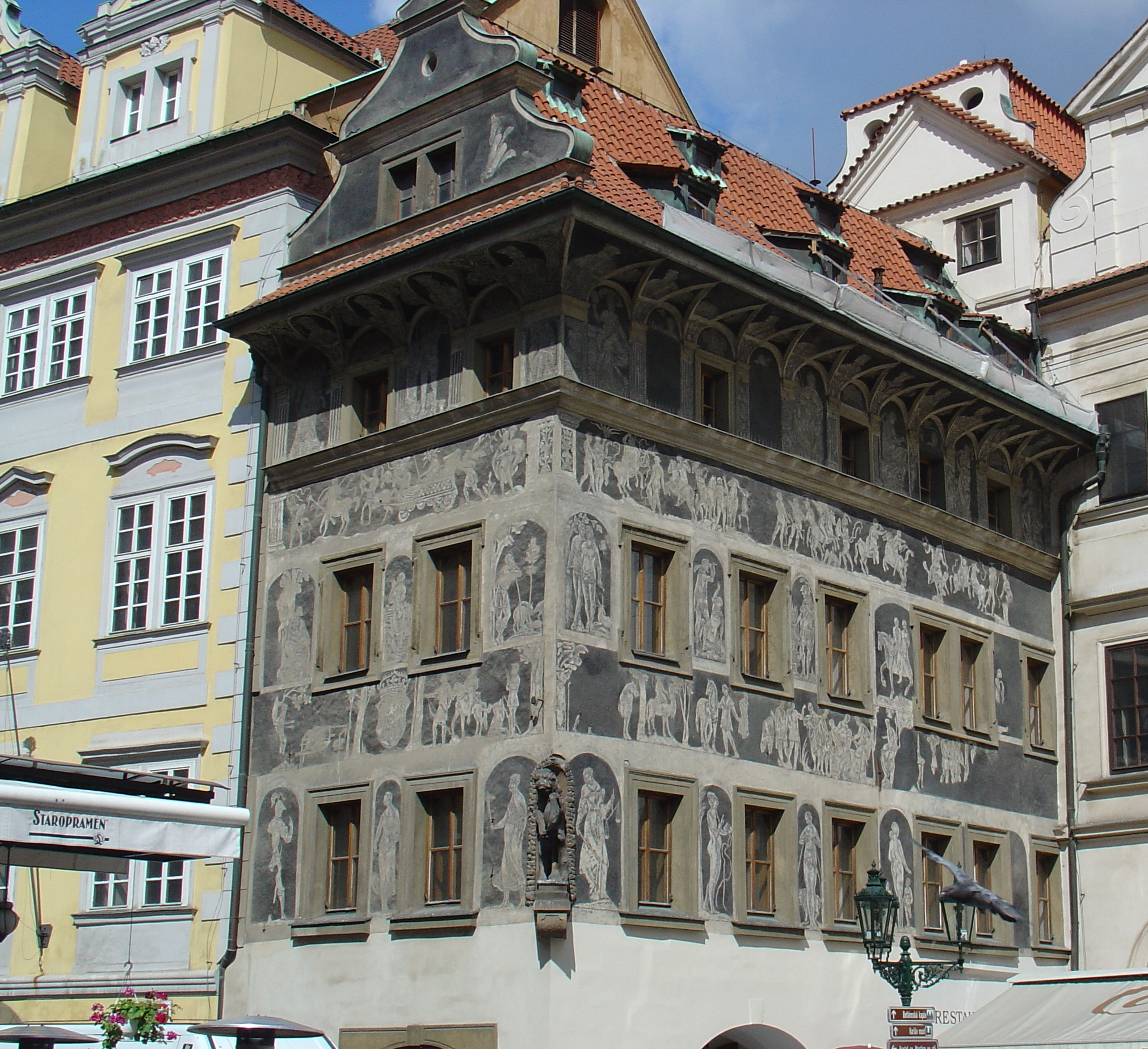
Maison "A la Minute (Dům U Minuty) avec ses décorations de sgraffites

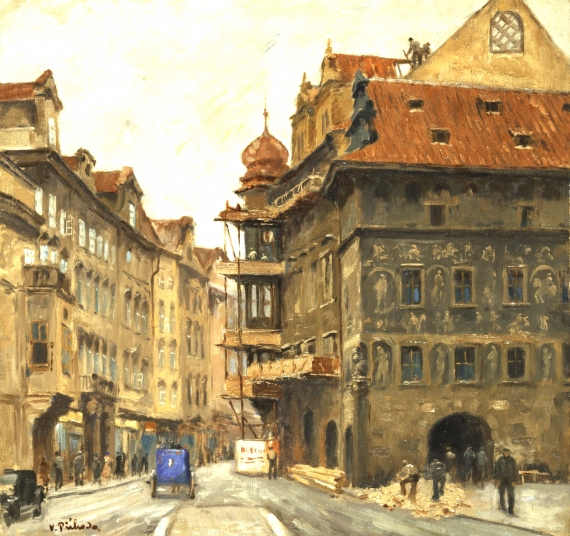
Dům U Minuty, peinture de Václav Příhoda

La maison "à la Minute" (Dům U Minuty) est la maison n° 3 située sur la place de la Vieille-Ville à Prague, entre l'ancien hôtel de ville et la Maison de la Corne d'Or (Dům U Zlatého rohu). Célèbre pour sa décoration de sgraffites, elle est protégée en tant que monument culturel. 

## Histoire
La maison a été construite comme un bâtiment de style gothique tardif dans la première moitié du XVe siècle. Elle est remarquable pour ses ornements en sgraffites de la Renaissance, qui ont été créés en deux phases : avant 1600 et avant 1615. Elles ont été supprimées au cours de la reconstruction baroque, puis à nouveau restaurées dans les années 1920.  Les scènes bibliques cohabitent avec des scènes de la vie de la Renaissance. On peut également observer des scènes de la vie des gens dans la Grèce antique. 
La maison a servi de pharmacie, dite « pharmacie à la minute », car elle vendait du tabac. Le nom est resté à la maison. 
Franz Kafka a vécu avec ses parents dans cette maison de 1889 à 1896, toutes ses sœurs sont nées ici.

## Littérature
- VLČEK, Pavel kol.: Umělecké památky Prahy.  Staré Město - Josefov .  Praha: Academia, 1996: p.   149-150.   (ISBN 80-200-0563-3)

## Liens Externes
- Ressource relative à l'architecture :   - MonumNet
- Maison à la Minute Portail touristique de la ville de Prague